# Cocina2
Cocina2 es un programa de televisión de España que se emite cada miércoles, a las 00h30, en La 1 de Televisión Española tras el programa culinario Masterchef. El programa se estrenó el 9 de abril de 2014 y es presentado por Sergio Torres y Javier Torres conocidos como los Hermanos Torres.

## Formato
Cocina2, conducido por los cocineros Sergio Torres y Javier Torres, nos enseñan la gatronomía Española a través de recetas recorriendo cada punta del país. El programa lo produce Shine Iberia productora de otros programas de éxito como Masterchef, Masterchef Junior o Me resbala.

## Audiencias
| Temporada | Temporada | Programas | Estreno            | Final               | Audiencia media | Audiencia media |
| Temporada | Temporada | Programas | Estreno            | Final               | Espectadores    | Cuota           |
| --------- | --------- | --------- | ------------------ | ------------------- | --------------- | --------------- |
|           | 1         | 15        | 9 de abril de 2014 | 23 de julio de 2014 | 1 008 000       | 11,9%           |
|           | 2         | 13        | 7 de abril de 2015 | 30 de junio de 2015 | 835 000         | 13,3%           |
| Total     | Total     | 28        | 2014               | 2015                | 921 000         | 12,6%           |

## Temporada 1: 2014
| Programa | Título del programa                     | Fecha de emisión    | Espectadores | Share |
| -------- | --------------------------------------- | ------------------- | ------------ | ----- |
| 1x01     | Córdoba, rabo de toro                   | 9 de abril de 2014  | 982 000      | 11,5% |
| 1x02     | O Grove, centollo                       | 23 de abril de 2014 | 761 000      | 9,4%  |
| 1x03     | Ezcaray, caparrones                     | 30 de abril de 2014 | 1 095 000    | 10,6% |
| 1x04     | Guadalajara, la Alcarría (La Miel)      | 7 de mayo de 2014   | 878 000      | 9,3%  |
| 1x05     | Segovia, el cochinillo                  | 14 de mayo de 2014  | 1 215 000    | 11,8% |
| 1x06     | Málaga, la sardina                      | 21 de mayo de 2014  | 998 000      | 11,5% |
| 1x07     | Logroño, la patata                      | 28 de mayo de 2014  | 1 049 000    | 11,7% |
| 1x08     | Cuenca, la Pedroñeras (El Ajo)          | 4 de junio de 2014  | 1 213 000    | 13,1% |
| 1x09     | Jaén, aceita de oliva                   | 11 de junio de 2014 | 1 198 000    | 15,3% |
| 1x10     | Benicarló, la alcachofa                 | 18 de junio de 2014 | 1 060 000    | 15,6% |
| 1x11     | Valencia, la anguila                    | 25 de junio de 2014 | 1 341 000    | 14,8% |
| 1x12     | Santiago de Compostela, ternera gallega | 4 de julio de 2014  | 1 067 000    | 11,8% |
| 1x13     | Cambados, el mejillón                   | 9 de julio de 2014  | 769 000      | 7,0%  |
| 1x14     | Jávea, la gamba roja                    | 16 de julio de 2014 | 913 000      | 11,8% |
| 1x15     | Madrid, el cocido                       | 23 de julio de 2014 | 579 000      | 13,1% |

## Temporada 2: 2015
| Programa | Título del programa                | Fecha de emisión    | Espectadores | Share |
| -------- | ---------------------------------- | ------------------- | ------------ | ----- |
| 2x01     | Guipúzcoa, el chipirón             | 7 de abril de 2015  | 967 000      | 10,2% |
| 2x02     | Vizcaya, angulas                   | 14 de abril de 2015 | 949 000      | 14,8% |
| 2x03     | Andorra, ternera                   | 21 de abril de 2015 | 741 000      | 11,8% |
| 2x04     | Navarra,cardo rojo                 | 28 de abril de 2015 | 828 000      | 12,4% |
| 2x05     | Soria, trufa negra                 | 5 de mayo de 2015   | 878 000      | 13,7% |
| 2x06     | Costa Brava, el erizo              | 12 de mayo de 2015  | 895 000      | 13,8% |
| 2x07     | Barcelona, el guisante del Maresme | 19 de mayo de 2015  | 918 000      | 14,9% |
| 2x08     | Tarragona, el calçot               | 26 de mayo de 2015  | 929 000      | 14,3% |
| 2x09     | Cantabria, la nécora               | 2 de junio de 2015  | 826 000      | 14,3% |
| 2x10     | Cantabria, la nécora               | 9 de junio de 2015  | 572 000      | 10,4% |
| 2x11     | Burgos, el lechazo                 | 16 de junio de 2015 | 845 000      | 13,4% |
| 2x12     | Asturias, el pitu                  | 23 de junio de 2015 | 753 000      | 12,9% |
| 2x13     | Avilés, la caballa                 | 30 de junio de 2015 | 749 000      | 15,9% |